# بیماری‌های کلیه کودکان

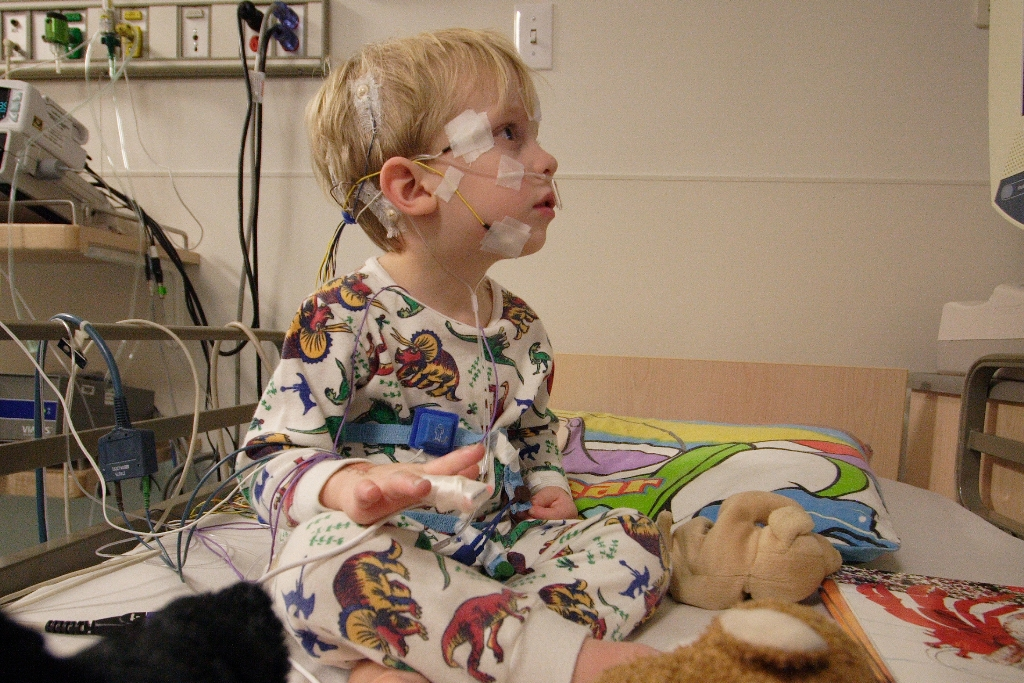
Pediatric polysomnography بیمار سرپایی Children's Hospital (Saint Louis), ۲۰۰۶

1. اهرام کلیوی •
2. Interlobar artery •
3. سرخرگ کلیوی •
4. سیاهرگ کلیوی
5. Renal hilum •
6. لگنچه •
7. میزنای •
8. Minor calyx •
9. پوشینه کلیوی •
10. پوشینه کلیوی •
11. پوشینه کلیوی •
12. Interlobar vein •
13. نفرون •
14. Minor calyx •
15. Major calyx •
16. Renal papilla •
17. ستون‌های کلیوی

بیماری‌های کلیه کودکان بیماری‌های کلیه؛ مثانه و مجاری ادرار در کودکان (نفرواورولوژی کودکان) از سال ۱۹۶۶ میلادی کودکان مبتلا به انواع بیماری‌های کلیه و مجاری ادرار در ایران تحت نظر و ویزیت نفرولوژیست‌ها قرار می‌گرفتند.از سال ۱۹۹۰ برنامه‌ریزی برای گرفتن دستیار فوق تخصص نفرولوژی کودکان آغاز شد.هم اکنون چهار مرکز در ایران آموزش دستیاران تخصصی نفرولوژی کودکان را بر عهده دارند که عبارتند از: بیمارستان مرکز طبی کودکان در تهران؛ بیمارستان کودکان علی اصغر در تهران؛ بیمارستان نمازی در شیراز و بیمارستان کودکان خورشید در کرمانشاه

## پیشگامان نفرولوژی اطفال در ایران
در این زمینه افراد بسیاری فعالیت داشته‌اند که عبارتند از:  پرفسور قمرحسین هاشمی؛ پرفسوراسفندیار بداغی؛ دکتر عباس مدنی؛ دکترحسن اتوکش؛ پرفسورشمس وزیریان؛ دکتر سیدطاهراصفهانی؛ دکترمصطفی شریفیان درچه.

## مراکز آموزشی نفرولوژی اطفال در ایران
- بیمارستان نمازی شیراز
- بیمارستان کودکان علی اصغر
- بیمارستان مرکز طبی کودکان
- بیمارستان کودکان مفید
- بیمارستان کودکان کرمانشاه
- بیمارستان لبافی نژاد
- بیمارستان حضرت رسول
- بیمارستان دکتر شیخ مشهد
- بیمارستان امام حسین اصفهان

## مراکز تحقیقاتی
مرکز تحقیقات اورولوژی نفرولوژی دانشگاه شهید بهشتی (UNRC)

## مرکز ملی نفرولوژی، اورولوژی، دیالیز و پیوند کودکان ایران(NIPNUDT)
بخش نفرولوژی کودکان در بیمارستان کودکان علی اصغر یکی از مهم‌ترین مراکز نفرولوژی کودکان در ایران است که تعداد زیادی از کودکان؛ شیرخواران و نوزادان با مشکلات نفرواورولوژی را تحت پوشش قرار می‌دهد. بطور متوسط در هر هفته 60 ویزیت سرپایی و 15 مورد بستری کودکان مبتلا به مشکلات نفرواورولوژی در این مرکز وجود دارد. این مرکز دارای بخش نفروپاتولوژی؛ اتاق عمل و دیالیز نیز می‌باشد . بخش پیوند کلیه؛ نفرواورولوژی و دیالیز کودکان در بیمارستان لبافی نژاد نیز یکی از مراکز فعال نفرواورولوژی کودکان است به طوری که بیشترین پیوند کلیه در کودکان در ایران در این بیمارستان انجام شده‌است. بخش نفرولوژی و دیالیز کودکان بیمارستان رسول اکرم هم از مراکز فعال و یکی از مراکز مهم آموزشی و پژوهشی نفرولوژی کودکان در تهران است. بخش پیوند کلیه کودکان در این بیمارستان در حال راه اندازی می‌باشد .  مرکز ملی نفرولوژی، اورولوژی، دیالیز و پیوند کودکان ایران(National Iranian Pediatric Nephrology Urology Dialysis Transplantation center) در خصوص فعالیت‌های هماهنگ بین پزشکان این سه مرکز است که می‌تواند مکانی برای تبادل علمی بین پزشکانی که در این زمینه فعالیت دارند باشد و همچنین ارتباط علمی پژوهشی با سایر مراکز  در ایران و کشورهای دیگر داشته باشد. این مرکزدارای سایت رسمی برای کارهای آموزشی، پژوهشی و فرهنگی است.
```
 بخش 
نفرولوژی و دیالیز 
مرکز طبی کودکان 
 با همکاری بخش 'اورولوژی کودکان ' به ریاست دکتر محمد کجباف زاده به تشخیص و درمان بیماری های نادر اورولوژیکی کودکان و انجام جراحی های پیشرفته پرداخته، همچنین روزانه بخش دیالیز این مرکز از بخشهای فعال انجام دیالیز مخصوص کودکان می باشد .
```

## چگونگی جذب دستیاران فوق تخصص نفرولوژی کودکان
آزمونهای فوق تخصص نفرولوژی کودکان هر سال در اسفند ماه برگزار می‌شود و سالیانه تعداد ۴ تا ۵ نفر دستیار این رشته جذب شده و در بیمارستانها و مراکز مربوطه آموزش می‌بینند.
این آزمون شامل آزمون کتبی و شفاهی است که در دو مرحله برگزار می‌شود.

## پیوند با بیرون
- سایت انجمن نفرولوژی کودکان ایران
- سایت نفرولوژی؛ اورولوژی، دیالیز و پیوند کودکان ایران
- سایت گروه کودکان دانشگاه علوم پزشکی تهران
- سایت گروه کودکان دانشگاه علوم پزشکی ایران
- انجمن نفرولوژی بین‌المللی
- انجمن نفرولوژی ایران
- انجمن اورولوژی ایران